# Década para la inclusión gitana
La Década para la inclusión Gitana es una iniciativa de doce países de Europa central y del sur para mejorar las condiciones socioeconómicas y la inclusión social de las minorías de gitanos en toda la región. La iniciativa fue lanzada en 2005 y representa un esfuerzo multinacional que deberá durar hasta 2015 y que se enmarca dentro de la política sobre los gitanos en la Unión Europea. La Década se centra en las áreas prioritarias de educación, empleo, salud y vivienda, además de otras cuestiones transversales tales como la lucha contra la discriminación y la perspectiva de género.
Los doce países participantes son Albania, Bosnia y Herzegovina, Bulgaria, Croacia, República Checa, Eslovaquia, España, Hungría, Macedonia del Norte, Rumanía, Serbia y Montenegro. Todos esos países tienen una minoría significativa de gitanos, la cual generalmente se encuentra en desventaja social y económica.
En 2005, los gobiernos de los países mencionados se comprometieron a disminuir las diferencias en calidad y condiciones de vida entre sus poblaciones gitanas y no gitanas, y romper el círculo vicioso de pobreza y exclusión en las poblaciones gitanas.